# Lars Lindhe
Lars Åke Gunnar Lindhe, född 11 november 1948, är en svensk jurist som var lagman i Eskilstuna tingsrätt från 1998 till 2013.
Lindhe blev 1981 fiskal i Hovrätten för Övre Norrland och 1983 tingsfiskal i Umeå tingsrätt, där han 21 juni 1990 utnämndes till rådman. Han utnämndes 22 oktober 1998 till lagman i Eskilstuna tingsrätt.